# باتريك جوزيف جيمس كيني
باتريك جوزيف جيمس كيني (بالإنجليزية: Patrick Joseph James Keane)‏ هو قسيس أمريكي، ولد في 6 يناير 1872 في Ballybunion ‏ في جمهورية أيرلندا، وتوفي في 1 سبتمبر 1928 في ساكرامنتو في الولايات المتحدة.